# Yazawa Tatsuya
Yazawa Tatsuya (谷澤 達也 (Cốc Trạch Đạt Dã) Yazawa Tatsuya, sinh ngày 3 tháng 10 năm 1984 ở Shizuoka) là một cầu thủ bóng đá người Nhật Bản thi đấu cho SC Sagamihara.

## Sự nghiệp
Anh từng đại diện U-20 Nhật Bản tham gia Giải vô địch bóng đá trẻ thế giới 2003.

## Thống kê câu lạc bộ
Cập nhật đến ngày 23 tháng 2 năm 2018.
| Câu lạc bộ          | Mùa giải            | Giải vô địch | Giải vô địch | Cúp Hoàng đế Nhật Bản | Cúp Hoàng đế Nhật Bản | J. League Cup | J. League Cup | AFC     | AFC       | Khác1   | Khác1     | Tổng    | Tổng      |
| Câu lạc bộ          | Mùa giải            | Số trận      | Bàn thắng    | Số trận               | Bàn thắng             | Số trận       | Bàn thắng     | Số trận | Bàn thắng | Số trận | Bàn thắng | Số trận | Bàn thắng |
| ------------------- | ------------------- | ------------ | ------------ | --------------------- | --------------------- | ------------- | ------------- | ------- | --------- | ------- | --------- | ------- | --------- |
| Kashiwa Reysol      | 2003                | 14           | 2            | 1                     | 0                     | 1             | 0             | -       | -         | -       | -         | 16      | 2         |
| Kashiwa Reysol      | 2004                | 26           | 0            | 1                     | 0                     | 4             | 0             | -       | -         | 2       | 1         | 33      | 1         |
| Kashiwa Reysol      | 2005                | 21           | 1            | 1                     | 0                     | 4             | 0             | -       | -         | 1       | 0         | 27      | 1         |
| Kashiwa Reysol      | 2006                | 32           | 2            | 2                     | 1                     | -             | -             | -       | -         | -       | -         | 34      | 3         |
| Kashiwa Reysol      | 2007                | 23           | 1            | 1                     | 1                     | 4             | 0             | -       | -         | -       | -         | 28      | 2         |
| JEF United Chiba    | 2008                | 28           | 7            | 0                     | 0                     | 7             | 0             | -       | -         | -       | -         | 35      | 7         |
| JEF United Chiba    | 2009                | 32           | 3            | 3                     | 0                     | 5             | 1             | -       | -         | -       | -         | 40      | 4         |
| JEF United Chiba    | 2010                | 28           | 5            | 2                     | 0                     | -             | -             | -       | -         | -       | -         | 30      | 5         |
| FC Tokyo            | 2011                | 37           | 5            | 6                     | 3                     | -             | -             | -       | -         | -       | -         | 43      | 8         |
| FC Tokyo            | 2012                | 20           | 1            | -                     | -                     | 2             | 0             | 7       | 2         | 1       | 0         | 30      | 3         |
| JEF United Chiba    | 2012                | 14           | 2            | 2                     | 1                     | -             | -             | -       | -         | 2       | 0         | 18      | 3         |
| JEF United Chiba    | 2013                | 38           | 4            | 2                     | 0                     | -             | -             | -       | -         | 1       | 0         | 41      | 4         |
| JEF United Chiba    | 2014                | 39           | 6            | 2                     | 1                     | -             | -             | -       | -         | 1       | 0         | 42      | 7         |
| JEF United Chiba    | 2015                | 33           | 1            | 1                     | 0                     | -             | -             | -       | -         | -       | -         | 34      | 1         |
| Machida Zelvia      | 2016                | 38           | 1            | 0                     | 0                     | -             | -             | -       | -         | -       | -         | 38      | 1         |
| Machida Zelvia      | 2017                | 29           | 1            | 0                     | 0                     | -             | -             | -       | -         | -       | -         | 29      | 1         |
| Tổng cộng sự nghiệp | Tổng cộng sự nghiệp | 452          | 42           | 24                    | 7                     | 27            | 1             | 7       | 2         | 8       | 1         | 518     | 53        |

1Bao gồm Siêu cúp Nhật Bản, J1/J2 Relegation Playoffs and Promotion Playoffs to J1.